# هفت چشمه (خرم‌آباد)
هفت چشمه روستایی از توابع بخش زاغه شهرستان خرم‌آباد در استان لرستان ایران است. این روستا در آن زمان جمعیت نسبتاً زیادی داشته است، اما بعد از مدتی به دلیل جنگ و کشته شدن یکی از اهالی روستا آنها از آن روستا رانده شدند و به سرزمین های اطراف مهاجرت کردند و در آنجا زندگی جدیدی را شروع کردند.

## جمعیت
این روستا در دهستان قائدرحمت قرار دارد و براساس سرشماری مرکز آمار ایران در سال ۱۳۸۵، جمعیت آن ۲۹۳ نفر (۶۴ خانوار) بوده‌است.

## شجره نامه
هادی فرزند رفیع چهار پسر به نام های 1_ فتحعلی (کله جوب) 2_ سیاهکل(هفت چشمه (خرم آباد)) داشته، او دو فرزند دیگر هم داشته که از یک مادر دیگر بودند به نام های پاپی و داراب. سیاهکل هم سه پسر داشته به نام های:1_ علی عباس 2_ حاجی حسین 3_درویش .علی عباس شش پسر داشته به نام های: 1_علی محمد خان 2_علی نقی 3_علی تقی 4_حاتم 5_لطیف 6_رضا. علی محمد خان چهار پسر دارد به نام های: 1_شریف 2_صحبت 3_فرزاد 4_ حمزه.شریف دارای پنج پسر به نام های: 1_ایرج 2_مهراب 3_اسفندیار 4_احسان 5_فردین. صحبت داری چهار پسر به نام های:1_ گودرز 2_همایون 3_ بهزاد 4_سجاد .  
فرزندان و نوه های علی عباس هستند که بیشتر جمعیت این روستا را تشکیل می دهند.
________________________________________
عبدالله دوفرزندبنام(یدالله)و(شکرالله)
یدالله_______
قدرت۱ امین۲ امیر
۲هدایت 
۳عنایت ۱سوشا
۴جبار ۱بهراد
۲شکرالله ______
۱سعید
۲سعدی ۱اشکان ۲پژمان۳علی
‌‌‌۳مجتبی
۴جمال
۵محمد ۱آراد۲هیراد
______________________________________